# Asim Vokshi
Asim Vokshi (Gjakova, 1909 – 1937) è stato un ufficiale e politico albanese, combattente volontario nella guerra civile spagnola.

## Biografia

### Giovinezza e formazione
Vokshi nacque a Gjakova (in serbo Ђаковица; in albanese anche Gjakovë), nel Kosovo,  allora incluso nell'Impero ottomano. Frequentò le scuole elementari nella sua città natale tra il 1916 e il 1918, e ha terminato gli studi secondari a Kolgecaj (oggi Bajram Curri), nel distretto di Scutari. Ha poi frequentato l'Accademia navale in Italia, da dove, nel 1932, rientrò in Albania con il grado di guardiamarina.

### Attività politica nel movimento comunista albanese
Negli anni trenta, Vokshi iniziò a collaborare con il comunista kosovaro Ali Kelmendi, uno dei principali organizzatori del movimento comunista albanese. Nel 1935 ha partecipato alla preparazione di una rivolta contro il regime di Ahmet Zogu ma, alla vigilia, è arrestato e condannato. Scontata la pena detentiva, nel 1936, Vokhsi diffuse la rivista di opposizione ABC, in collaborazione con il compagno di partito Vasil Shanto.

### Volontario nella Guerra civile spagnola
Asim Vokshi si arruolò volontario nelle Brigate internazionali e partecipò come ufficiale alla guerra civile spagnola. Cadde combattendo eroicamente sul fiume Ebro, al comando di un reparto del Battaglione Garibaldi, formato da 36 volontari albanesi.
Dal 1965 è dedicato ad Asim Vokshi un liceo linguistico bilingue a Tirana, il cui diploma è legalmente riconosciuto dallo Stato albanese e da quello italiano.